# Juan Nicasio Gallego
Juan Nicasio Gallego Fernández (Zamora, 14 de desembre de 1777- Madrid, 9 de gener de 1853) va ser un poeta espanyol de la Il·lustració. Va tenir una gran importància en la transició del Neoclassicisme al Romanticisme.

## Biografia
Va ser el primogènit de Felipe Gallego i Francisca Hernández del Crespo, d'origen noble; els seus contemporanis rl descriuen alt i corpulent, asmàtic, cordial i trempat, enginyós, amant de les tertúlies i de tant en tant irònic. Va tenir una formació clàssica en llatí i humanitats amb bons mestres des del principi, com per exemple Manuel Peláez, catedràtic dels Reials Estudis de Zamora. Posteriorment va estudiar a la Universitat de Salamanca i, amb una beca, a la Universitat d'Osma, per doctorar-se per fi en Filosofia i Dret Civil i Canònic (1800). El 1804 va ser ordenat sacerdot i al maig de 1805 oposità amb èxit a una capellania reial a Madrid; a l'octubre Carles IV ho va distingir amb el nomenament de director espiritual dels patges del Palau Reial; en aquells dies va començar a publicar els seus poemes en el Memorial Literario. A Madrid va establir gran amistat amb Juan Meléndez Valdés i altres autors preromàntics: Nicasio Álvarez de Cienfuegos i Manuel José Quintana. L'històric dia Dos de Maig, Juan Nicasio es trobava dedicat a la seva Capellania a palau, i va escriure la seva oda Influencia del entusiasmo público en las artes.
Es va traslladar a Sevilla i després a Cadis; va rebre llavors algunes prebendes, com la de racioner de la catedral de Múrcia, i va ser designat diputat constituent (com a procurador suplent) per Zamora i va treballar en la comissió encarregada de classificar els informes relacionats a la convocatòria de les Corts de Cadis para la que havia estat designat i en la redacció del projecte de llei de llibertat d'impremta. Allí va viure en febril activitat, integrant fins a vuit comissions i intervenint en la discussió de 71 assumptes, fins al retorn del rei Ferran VII, qui el va perseguir per ser liberal; va estar doncs empresonat any i mig i va passar quatre anys confinat; primer, en la Cartoixa de Jerez; afectada la seva salut, va ser traslladat, a petició pròpia, al Monestir de la Luz a Moguer i d'allí al Convent de Loreto a Sevilla. Després del pronunciament de Rafael del Riego va ser alliberat el 1820. Va ser ardiaca de València i canonge de Sevilla, va traduir Alessandro Manzoni i va conrear la crítica literària. També va exercir els càrrecs de jutge eclesiàstic i va ser designat senador del regne i acadèmic de la Llengua i de la de Belles Arts de Sant Ferran. Va morir a Madrid el 1852, a conseqüència d'una caiguda que havia tingut l'any anterior.
Domingo del Monte va fer una edició dels seus Versos (Filadelfia: Imprenta del Mensagero, 1829) que incloïa sonets, dues elegies, entre elles "Al 2 de mayo", dues traduccions del fals bard cèltic Ossian i la seva tragèdia en vers Óscar.